# Magic Circle Festival
Magic Circle Festival é um festival anual de heavy metal organizado pelo Magic Circle Music, inicialmente em Bad Arolsen, Alemanha em 2007-2008 mas substituído para Lorelei em 2009 .
A primeira edição, em 2007, durou dois dias, 6 e 7 de Julho. Em 2008 o festival foi estendido para quatro dias, do dia 9 ao 12 de Julho.
A partir da terceira edição passou a durar novamente dois dias.

## Bandas

### 2007
- Black Situation
- David Shankle Group
- Gamma Ray
- Heavenly
- HolyHell
- Imperia
- Lion's Share
- Manowar
- Messiah's Kiss
- Mob Rules
- Mordeen
- Saidian
- Sixth sense
- Stormwarrior

### 2008
- Alice Cooper
- Beloved Enemy
- Benedictum
- Brazen Abbot (com Joe Lynn Turner)
- Cassock
- Def Leppard (cancelado por "dificuldades contratuais")
- Doro
- Gotthard
- HolyHell
- Jack Starr's Burning Star
- KOBUS!
- Krypteria
- Majesty/Metal Force
- Manowar
- Michael Schenker Group
- Mob Rules
- Sixth Sense
- Stormwarrior
- Ted Nugent
- Titanium Black
- W.A.S.P.
- Whitesnake (cancelado por "dificuldades contratuais")

### 2009
- Age Of Evil
- Crystal Viper
- Domain
- Heatseekers (Side stage)
- HolyHell
- Jack Starr's Burning Star
- Kingdom Come
- Manowar
- Metal Force
- Ulytau
- Van Canto
- Wizard

## DVD
O DVD duplo do evento de 2007 foi lançado em outubro de 2007. Foi produzido pelo baixista Joey DeMaio e dirigido por Neil Johnson. Foi incluído como um brinde por um tempo limitado para quem comprou ingressos para o Magic Circle Festival 2008.